# M. 나이트 샤말란
마노즈 넬리야투 "M. 나이트" 샤말란(Manoj Nelliyattu "M. Night" Shyamalan, 1970년 8월 6일 ~ )은 인도계 미국인 영화 감독이자 각본가, 프로듀서, 배우이다.

## 작품 목록
- 《식스 센스》 (1999년)
- 《스튜어트 리틀》(1999년,각본)
- 《언브레이커블》 (2000년)
- 《싸인》 (2002년)
- 《빌리지》 (2004년)
- 《레이디 인 더 워터》 (2006년)
- 《해프닝》 (2008년)
- 《라스트 에어벤더》 (2010년)
- 《데블》(2010년,각본/제작)
- 《애프터 어스》 (2013년)
- 《더 비지트》 (2015년)
- 《웨이워드 파인즈》 (2015-2016년,드라마)
- 《23 아이덴티티》 (2016년)
- 《글래스》 (2019년)
- 《올드》 (2021년)
- 《똑똑똑》 (2023년)
- 《트랩》 (2024년)
- 《리메인》 (2026년)